# Schoellerův vodovod mezi Libní a Čakovicemi
Schoellerův vodovod je zaniklá průmyslová stavba v Praze. Vodovod byl veden z Libně přes Střížkov, Prosek a Letňany do areálu cukrovaru v Čakovicích. Úpravna vody s čerpací stanicí v Libni u Vltavy byla v letech 1958–1966 chráněna jako nemovitá kulturní památka České republiky.

## Historie
Přivaděč průmyslové vody byl postaven roku 1879 majitelem čakovického cukrovaru Filipem rytířem Schoellerem. Úpravna vody s čerpací stanicí se nacházela pod Bílou skálou v Libni na břehu Vltavy v místech mezi železničním mostem přes ulici Bulovka a východním portálem libeňského železničního tunelu. Říční voda byla nejprve zbavena nečistot; čištění probíhalo pravděpodobně přes sérii několika česlí. Poté byla bez jakýchkoliv dalších úprav čerpána jako užitková voda výtlačným řadem profilu 225 mm do proseckého vodojemu.
Vodovodní sítě Libně, Proseka, Vysočan a Karlína (přes vodojem Na Stráži) byly připojeny 1. června 1885 a postupně se napojovaly také další průmyslové podniky v Čakovicích a Letňanech. Po roce 1939 vznikla odbočka do nově postavené filtrační stanice v nemocnici Na Bulovce, která od 29. května 1942 napájela pitnou vodou dva infekční pavilony díky pískovým rychlofiltrům.
Poslední rekonstrukci vodovodního systému provedly roku 1952 Čakovické cukrovary n. p. a poslední zpráva o něm je z 28. listopadu 1961; k tomu roku měl systém 3 čerpadla, každé o výkonu 1200 l/min (výkon 2600 m³ za den).